# Баран Василь
о. Васи́ль Бара́н (27 червня 1909, Рай, нині Бережанського району Тернопільської області — 19 лютого 1998, Тернопіль; похований у селі Цебрів) — український священник, громадський діяч.

## Життєпис
Отець Василь Баран народився 26.07.1909 року у селі Рай біля Бережан. Початкову освіту здобув у родинному селі,  у 1929 році закінчив Бережанську гімназію. Служив в артилерії у м. Ямниця поблизу м. Станіславова (нині – м.Івано-Франківськ), але, коли виявив «забагато цікавості» до військової справи, його звільнили.
У 1932 році вступив на богослов'я у Львівську католицьку Богословську Академію. Одначе після її закінчення у 1937му Василя Барана не висвятили – не було вільних місць на парафіях. Відтак зайнявся громадською діяльністю на Бережанщині: створював осередки товариств «Просвіта», «Сільського господаря», «Рідна школа», антиалкогольного товариства «Відродження», кооперації «Єдність», розповсюджував україномовну літературу.
У день початку Другої світової війни 1.09.1939 р. був заарештований польською поліцією у рідному селі й відправлений до концтабору  Береза Картузька. За день чи два перед вступом більшовицьких військ місцеві жителі розібрали ворота і визволили в’язнів. Добравшись до Бережан, отримав призначення вчителем у селі Заруддя на Зборівщині, де працював до липня 1941 року. 
18.04.1942 р. взяв шлюб із Мирославою Олійник, уродженкою зборівського села Цебрів, випускницею (1941) педагогічної школи в Бережанах.  
У 1942 р. отримав священничі свячення (рукопокладений) від єпископа Никити Будки і, вочевидь, із жовтня призначений адміністратором парафії  села Розгадів на Зборівщині.
Служив парохом у селах Розгадів (нині Зборівського), Урмань (нині Бережанського району).
Репресований у 1950 році, засуджений на 25 років ув'язнення; покарання відбував у концтаборі в м. Караганда (нині Караганди, Казахстан).
Звільнений у 1957 році, повернувся до Тернополя, працював на ВО «Ватра». Священик у підпільній УГКЦ, від 1989 року — парох у селі Цебрів Зборівського району.